# 1539 w polityce

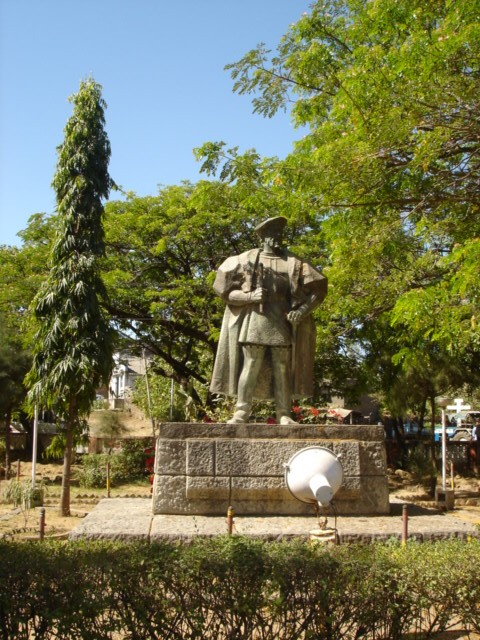
Pomnik Nuna da Cunha

Wydarzenia polityczne w 1539 roku.

## Wydarzenia
- Hernando de Soto ląduje na Florydzie[1].
- Izabela Jagiellonka wychodzi za mąż za Jana Zapolyę[2].

## Urodzili się
- 5 kwietnia Jerzy Fryderyk Hohenzollern, margrabia Ansbach i Bayreuth[3].

## Zmarli
- 5 marca Nuno da Cunha, portugalski wicekról Indii[4].